# La isla de las tormentas
La isla de las tormentas (en inglés Eye of the Needle) es una novela de espionaje del escritor Ken Follett, publicada en 1978. Fue un gran éxito y constituyó el primer superventas de este escritor británico. En 1995, la Mystery Writers of America lo incluyó en su lista de las cien mejores novelas de misterio de todos los tiempos.

## Argumento
Operación Fortitude (Fortaleza) fue una operación de contraespionaje llevada a cabo por los aliados en la Segunda Guerra Mundial. El objetivo de la operación era desviar a las tropas alemanas de Normandía. Si el alto mando alemán se convencía de que la invasión tendría lugar en Calais, los recursos utilizados en defender ese punto no podrían alcanzar el punto de batalla. 
Para ello, los aliados crearon un ejército ficticio posicionado al sureste del Reino Unido. Desde el aire parecía un ejército real, pero desde tierra era un fiasco. En esta novela, Ken Follett explora la posibilidad de que un espía alemán lograra fotografías desde tierra de este ejército irreal. Si esas fotos llegasen a poder de Hitler, el rumbo de la guerra podría cambiar. 
La novela desarrolla varias relaciones que en principio son independientes, pero a medida que transcurre el relato estos personajes comienzan a interactuar.
Por un lado se encuentra Henry Faber un espía alemán que descubre un secreto vital para los intereses alemanes en la guerra. Por otro lado Percival Godliman un historiador que es reclutado por el servicio de inteligencia inglés para ubicar e impedir por todos los medios que Faber logre su objetivo. Y por último tenemos a un joven matrimonio inglés (David Rose y Lucy Rose) que se encuentran en la isla de las tormentas esperando el final de la guerra. Este triángulo se estrecha cuando Faber naufraga en la isla y despierta la pasión en Lucy mientras intenta comunicarse por radio para transmitir el secreto que puede cambiar el destino de la guerra.

## Adaptaciones
En 1981, se rodó la película El ojo de la aguja (Eye of the Needle) basada en el libro, con un guion adaptado por Stanley Mann y dirigida por Richard Marquand.